# داريل هال (عازف جاز)
داريل هال (بالإنجليزية: Darryl Hall)‏ هو عازف جاز أمريكي، ولد في 10 نوفمبر 1963 في فيلادلفيا في الولايات المتحدة.

## وصلات خارجية
- داريل هال على موقع ميوزك برينز (الإنجليزية)
- داريل هال على موقع أول ميوزيك (الإنجليزية)
- داريل هال على موقع ديسكوغز (الإنجليزية)